# ملیجک دوم

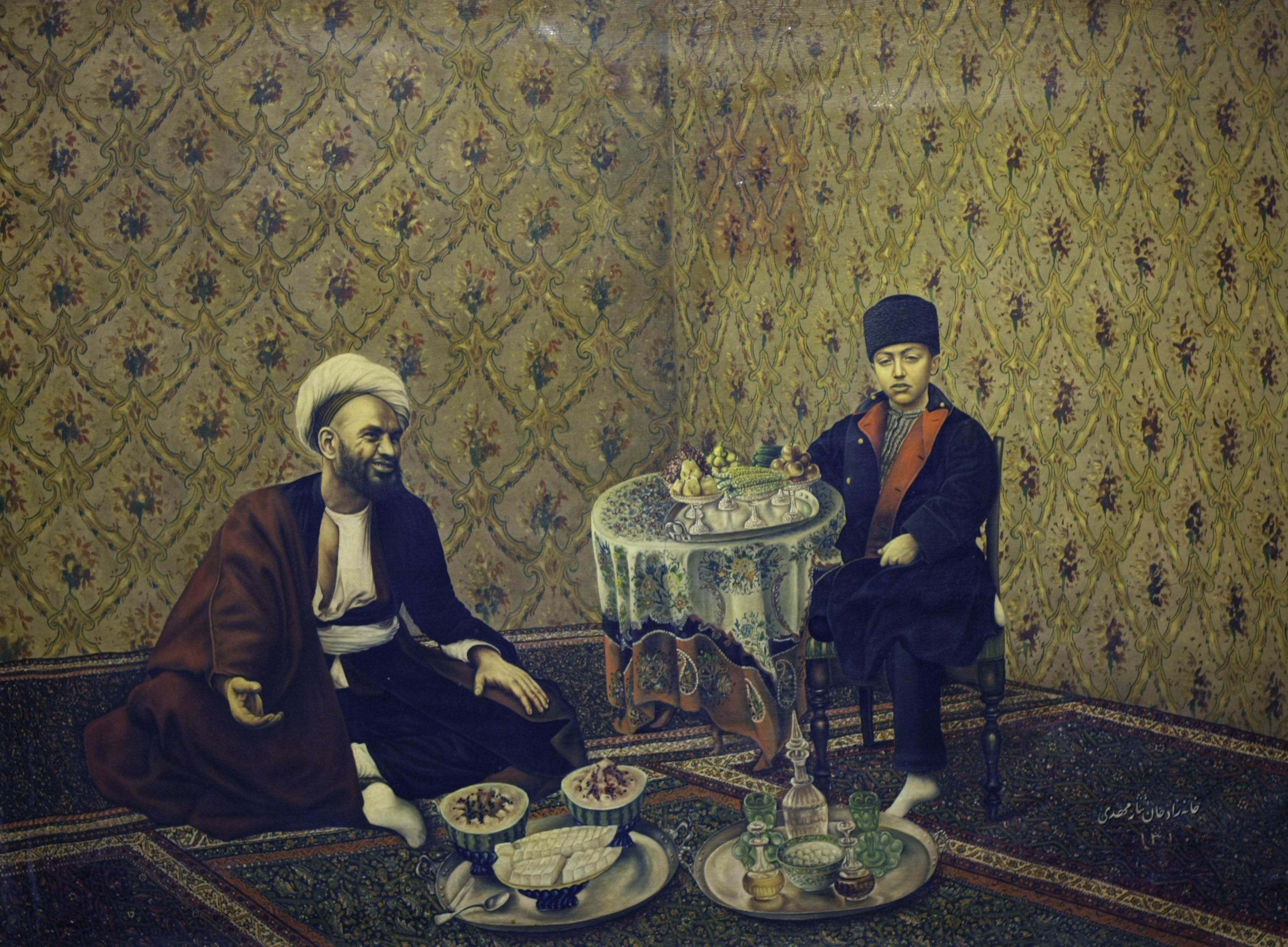
ملیجک، اثر یحیی غفاری

غلام‌علی خان عزیزالسلطان (۱۲۵۷ خورشیدی در تهران - ۱۳۱۹ خورشیدی در تهران)، معروف به ملیجک و ملقب به عزیزالسلطان و بعدها هم سردار محترم. وی در کودکی دارای منصب امیر تومانی بود و همچنین مفتخر به دریافت شمشیر مرصع شد.
او فرزند میرزا محمد خان گروسی ملیجک اول و برادرزاده امینه اقدس گروسی یکی از زنان سوگلی و از امینان دربار ناصرالدین‌شاه بود و راه ورود وی به دربار همین خویشاوندی با امینه اقدس بوده‌است.

## زندگی‌نامه
تولد وی در بیست و یکم ماه رمضان سال ۱۲۹۵ قمری (۲۷ شهریور ۱۲۵۷ خورشیدی) بوده او فرزند میرزا محمدخان گروسی است. میرزا محمد خان را ملیجک اول و غلامعلی خان را ملیجک دوم می‌گویند.
وجه تسمیه ملیجک در واقع به این صورت بوده که: روزی این کودک یا همان برادرزاده امینه اقدس که تازه هم زبان باز کرده بود در حضور شاه با دیدن گنجشکی، به آن اشاره می‌کند و با زبان کردی و بیان شیرین کودکی و لهجه گروسی می‌گوید: (ملویجک، ملویجک) و این شیرین‌زبانی بسیار به دل ناصرالدین‌شاه می‌نشیند و این لغت را برای وی لقب قرار می‌دهد و به او ملیچک می‌گوید. ملیجک یا ملیچک تبدیل و تحریف همان ملویجک است.
به هر حال با خوش آمد شاه، و با وقوع اتفاق دیگری وی کاملاً مقرب درگاه شاه می‌شود و ماجرا از این قرار بوده که ناصرالدین‌شاه معمولاً در یکی از اتاق‌های کاخ زیر یک چلچراغ و روی زمین می‌خوابید. یکبار رختخواب شاه را پهن می‌کنند و ملیجک کوچک هم آنجا بوده. این کودک با اشاره و زبان کودکی از شاه می‌خواهد که رختخوابش را جابجا کند و جای دیگری بیندازد و شاه نیز به این خواسته کودک مورد علاقه‌اش عمل می‌کند. پس از گذشت مدتی آن چلچراغ ناگهان به زمین افتاد و از بین رفت. شاه این اتفاق را به فال نیک گرفت و کودک را فرشته نجات خود می‌دانست و از این پس بود که روز به روز، شدت علاقه شاه به کودک زیادتر می‌شد، به‌طوری‌که این کودک زشت و لاغر و لجوج را بیشتر از فرزندان خود دوست می‌داشت و پس از آن هیچ‌کس با هیچ خدمتی نتوانست به اندازه او محرم و مقرب درگاه شاه شود.
ملیجک خاطرات زندگی خویش را به خواهش احتشام‌السلطنه به نگارش درآورد و از سال ۱۳۱۹ قمری تا سال ۱۳۳۶ قمری مشغول به این کار بود. به عبارت دیگر وی ۶ سال بعد از ترور ولی نعمت خود، نوشتن خاطرات را آغاز کرد و زمانی قلمش را زمین گذاشت که شاه بر تخت نشسته احمدشاه قاجار بود.
از سال ۱۳۰۹ هجری قمری، عمارت ملیجک در اختیار ملیجک قرار می‌گیرد و از سال ۱۳۱۲ هجری قمری، یعنی سال ازدواج با اخترالدوله، دختر ناصرالدین‌شاه وی در این مکان بوده‌است. پس از ترور ناصرالدین‌شاه، اخترالدوله از وی طلاق می‌گیرد. ملیجک هم دختر کامران میرزا یعنی نوه ناصرالدین‌شاه را به همسری برمی‌گزیند. آنچه مسلم است، این است که ملیجک تا سال ۱۳۲۸ هجری قمری در این مکان زندگی می‌کرده‌است. بین سال‌های ۱۳۳۴ تا ۱۳۳۹ هجری قمری، ملیجک ملک را تخلیه کرده و به‌طور موقت در اختیار فردی به نام دکتر کردستانی قرار می‌دهد.
از سال‌های پایان زندگی وی یعنی فاصله پایان نوشتن خاطرات تا مرگ وی اطلاع موثقی در دست نیست، مگر حکم بازنشستگی وی به عنوان پیشخدمت مخصوص ولیعهد (محمدحسن میرزا قاجار) که نشان می‌دهد ماهانه یک هزار ریال برایش مقرر شده بود. می‌گویند این حکم بر اثر اقدامات مستوفی الممالک با نظر رضاشاه صادر شد.
وی سال‌های پایانی عمر در یکی از کوچه‌های فرعی چهارراه سیدعلی (سعدی) تهران و در نهایت گمنامی زندگی می‌کرد. او در سن ۶۳ سالگی و در یکی از شبهای سرد زمستان ۱۳۱۹ خورشیدی موقعی که شب هنگام به خانه بازمی‌گشت در بین راه ناگهان پایش درون تلی از کاهگل که وسط کوچه ساخته و رها کرده بودند فرورفت و به علت ضعف و سکته قلبی در همان‌جا درگذشت. جنازه وی در مقبره خانوادگی مستوفی در ده ونک به خاک سپرده شد. این مقبره هم‌اکنون در وسط عرصه دانشگاه الزهرای تهران قرار گرفته‌است. از وی مجموعه خاطراتی برجای ماند که به کوشش محسن میرزایی منتشر شده‌است.

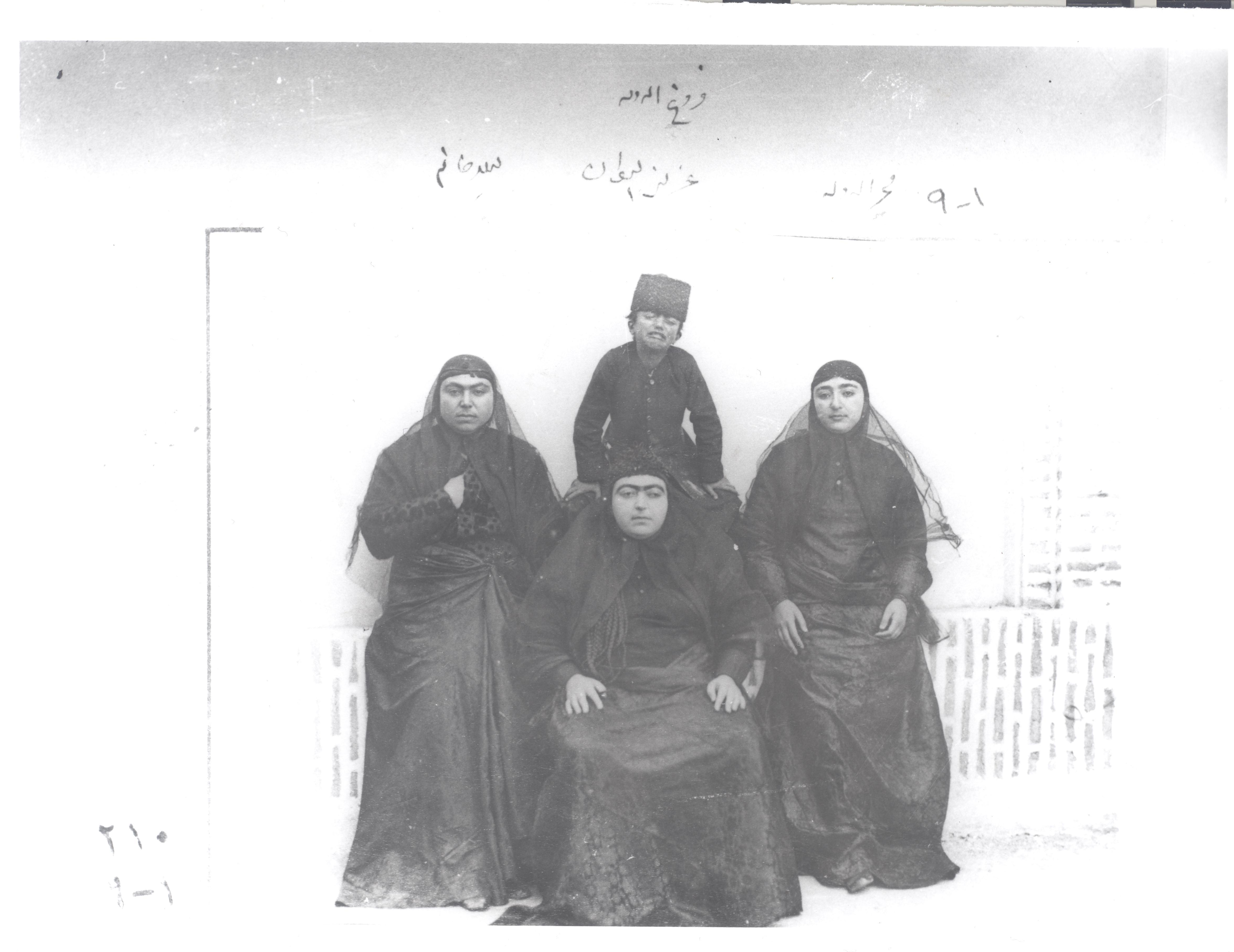
عصمت‌الدوله دختر شاه به همراه دو دختر دیگر و ملیجک
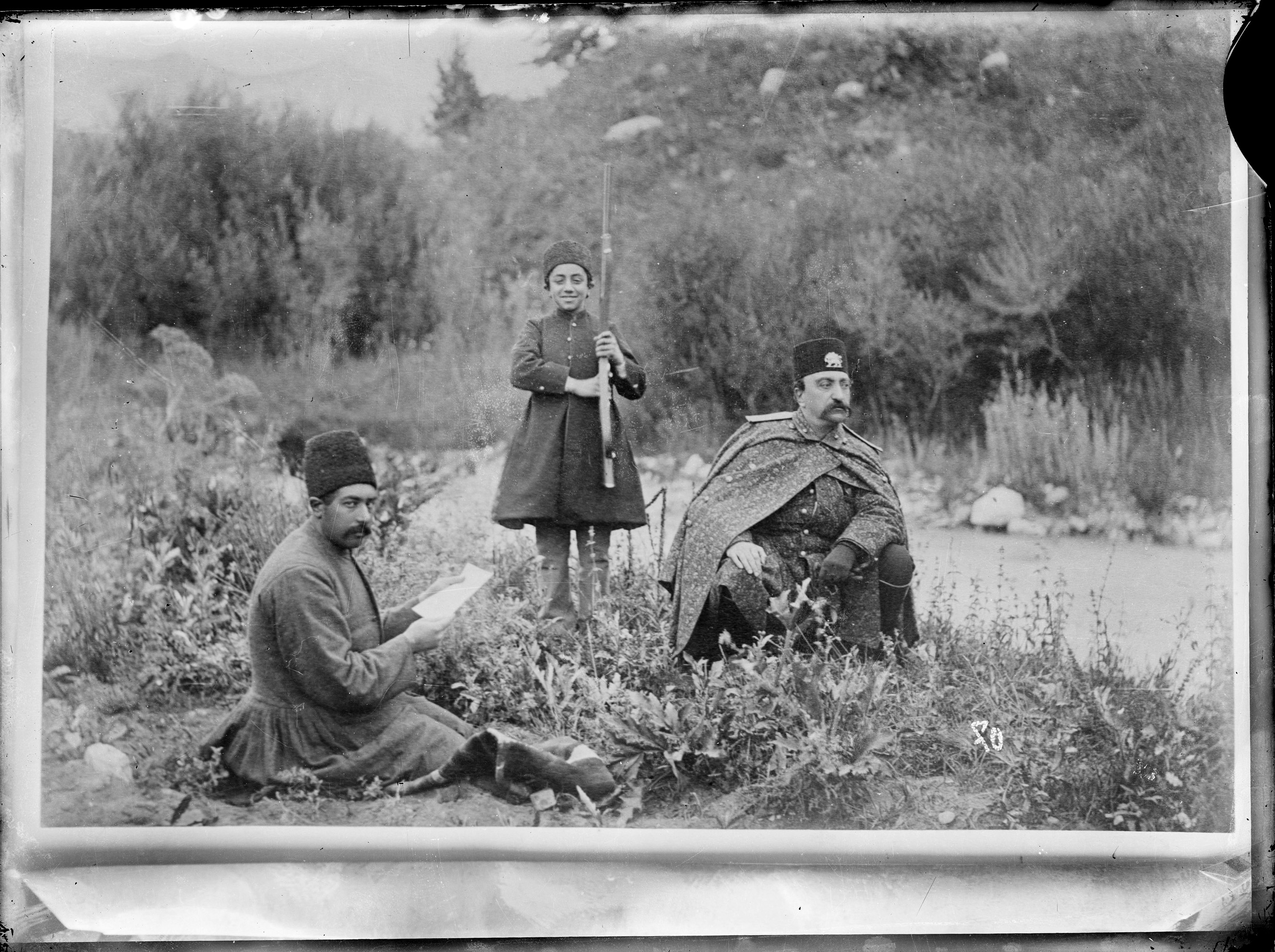
ناصرالدین‌شاه و ملیجک در شکارگاه
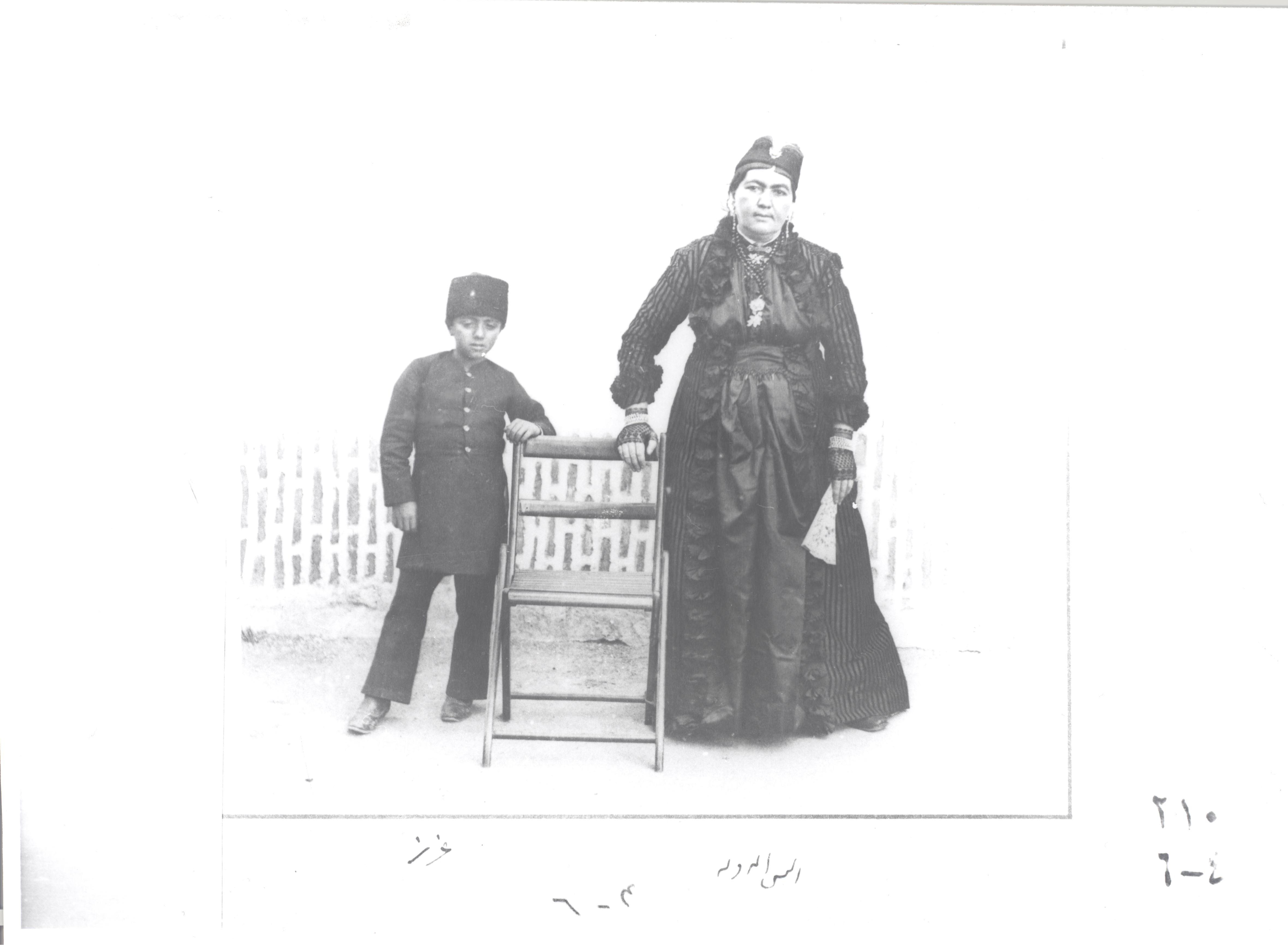
انیس‌الدوله و ملیجک
کودکی ملیجک